# Paratrechina oceanica
Paratrechina oceanica är en myrart som först beskrevs av Mann 1921.  Paratrechina oceanica ingår i släktet Paratrechina och familjen myror. Inga underarter finns listade i Catalogue of Life.